# Orimarga streptocerca
Orimarga streptocerca är en tvåvingeart som beskrevs av Alexander 1936. Orimarga streptocerca ingår i släktet Orimarga och familjen småharkrankar. Inga underarter finns listade i Catalogue of Life.